# Relaciones Chile-Suiza
Las relaciones Chile-Suiza o relaciones chileno-helvéticas se refieren a las relaciones internacionales entre la República de Chile y la Confederación Suiza. La colonia helvética en Chile se constituye como la más numerosa de América Latina.

## Historia

### SiglosXIXyXX
Las relaciones entre Chile y Suiza se vieron marcadas inicialmente por la considerable inmigración suiza en el sur de Chile, ocurrida entre 1883 y 1900 en la Araucanía. Una vez finalizado el proceso de pacificación de la zona por parte del Estado chileno, en 1881, el Consejo Federal de Suiza teniendo conocimiento de la masiva inmigración alemana en Chile iniciada tres décadas antes, autorizó el ingreso de agentes especializados chilenos con el fin de captar posibles colonizadores helvéticos, quienes voluntariamente emigrarían para establecerse al sur del país, en áreas inhabitadas o escasamente habitadas por indígenas, de esta manera y durante los años posteriores partieron varios contingentes de familias suizas, quienes fundaron las diversas colonias en territorios inhóspitos pero sin embargo bajo condiciones climáticas y de entorno natural similares a las que se encontraban en Europa Central. En la actualidad estas colonias están ubicadas como localidades pertenecientes a la Región de la Araucanía casi en su totalidad, entre las que se encuentran las comunas de Traiguén, Victoria y Purén.
A nivel diplomático, las relaciones bilaterales se establecieron a nivel de consulados en 1851, cuando Suiza abrió su primer consulado en Sudamérica para atender asuntos comerciales en Valparaíso, mientras que en 1918 estableció su primer consulado honorario en Santiago.

### SigloXXI

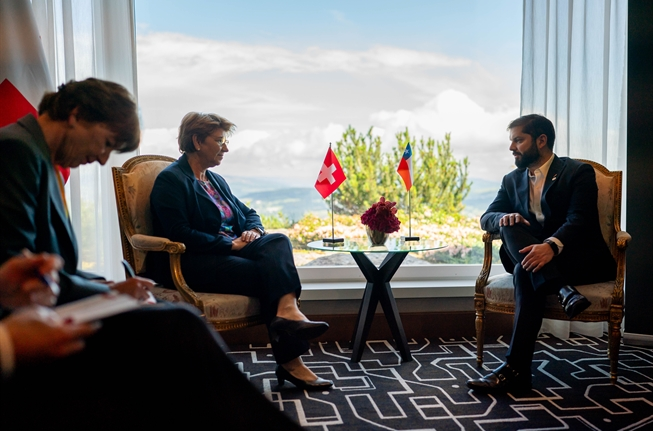
Reunión bilateral entre los presidentes Gabriel Boric y Viola Amherd en junio de 2024 en Suiza.

La colonia chilena en Suiza se posiciona dentro de las veinte mayores diásporas de chilenos en el mundo.
En diciembre de 2008, el presidente de la Confederación Suiza, Pascal Couchepin, realizó una visita oficial a Chile de dos días. en junio de 2024, los presidentes Gabriel Boric de Chile y Viola Amherd de la Confederación Helvética, sostuvieron una reunión bilateral durante el segundo día de la Cumbre para la Paz en Ucrania, en la localidad suiza de Burgenstock.

## Relaciones económicas
Chile y Suiza han suscrito numerosos convenios y acuerdos de cooperación en diversos ámbitos. Ambos son Estados miembro de la Organización para la Cooperación y el Desarrollo Económicos (OCDE).
El 26 de junio de 2003, Chile suscribió un tratado de libre comercio con la Asociación Europea de Libre Comercio (EFTA, por sus siglas en inglés), que entró en vigencia desde el 1° de diciembre de 2004 con el bloque integrado por Liechtenstein, Islandia y Noruega. Con la entrada en vigor del TLC, Chile obtuvo arancel cero para el 90% de sus exportaciones a Suiza, mientras que concedió a ese país europeo el 86% de rebaja de aranceles inmediatos a sus exportaciones al mercado chileno. Un protocolo de enmienda al tratado entre Chile y la EFTA fue suscrito en junio de 2024 en Ginebra.
En términos macroeconómicos, Chile exporta a Suiza principalmente oro y plata en bruto, nueces y otras frutas, vino chileno y productos refinados del cobre; mientras que Suiza exporta a Chile mayoritariamente medicamentos y antisueros para uso humano, billetes de banco, aparatos y maquinaria eléctrica y relojes, también destacan los servicios financieros que son clasificados como de exportación. En 2023, el intercambio comercial entre ambos países ascendió a los 983 millones de dólares estadounidenses, lo que supuso un 4,2% de crecimiento promedio anual en los últimos cinco años. Los principales productos exportados por Chile fueron oro, plata, paladio y nueces, mientras que Suiza exportó mayoritariamente anticuerpos monoclonales, medicamentos, antisueros y relojes de pulsera.
En turismo, desde que Suiza se encuentra suscrita al Acuerdo de Schengen como miembro asociado no adherido a la Unión Europea, tanto los ciudadanos chilenos y suizos pueden ingresar de un país al otro sin necesidad de requerir un visado por estancias de hasta 90 días dentro de 180 días, por razones de turismo, negocios y visitas.

## Misiones diplomáticas

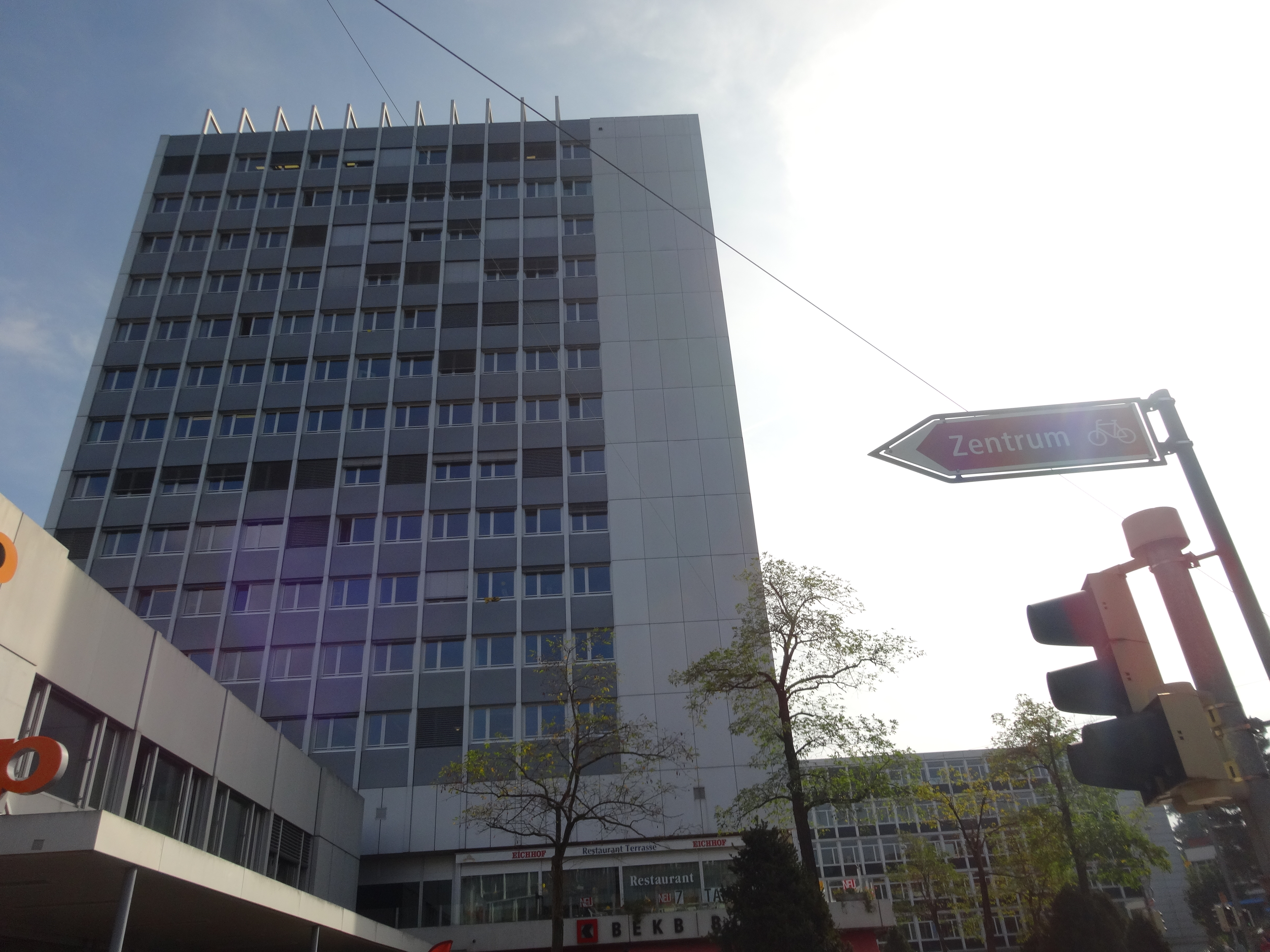
Edificio donde se encuentra la Embajada y Consulado General de Chile en Berna.

- Chile tiene una embajada en Berna y mantiene un consulado honorario en Zúrich.[8] Además funge funciones como embajada concurrente para Liechtenstein.
- Suiza tiene una embajada en Santiago y un consulado honorario en Temuco.[9]